# Androcle
Androcle (in greco antico: Ἀνδροκλῆς?, Androclès; Atene, metà del V secolo a.C. – Atene, 411 a.C.) è stato un politico e retore ateniese, oppositore di Alcibiade.

## Biografia
Demagogo e avversario politico di Alcibiade, contro il quale testimoniò, e parlò con molta veemenza dello scandalo delle erme (415 a.C.); fu principalmente per causa sua che Alcibiade fu bandito.
In seguito, Androcle fu a capo del partito democratico ateniese; quando però nel 411 a.C. gli oligarchi rovesciarono la democrazia, istituendo il governo dei Quattrocento, Androcle fu condannato a morte e giustiziato.
Aristotele ha conservato una frase di un discorso di Androcle.